# Wim Wijnands
Wim Wijnands (Koningslust, 21 augustus 1942 – 23 februari 2000) is een voormalig Nederlands voetballer die tijdens zijn profloopbaan uitsluitend voor FC VVV uitkwam.
De van VV Koningslust afkomstige Wijnands verhuisde in 1966 naar Blitterswijck. Met de plaatselijke amateurclub BVV '27 werd hij in 1968 kampioen van de Vierde klasse. De balvaardige midvoor trok zo de aandacht van tweededivisionist FC VVV. Hij speelde daar één seizoen waarin hij 12 wedstrijden speelde en tweemaal scoorde. In 1969 keerde Wijnands terug naar de amateurs.
| Seizoen         | Club            | Competitie      | Competitie | Competitie | Beker | Beker | Playoff | Playoff | Totaal | Totaal |
| Seizoen         | Club            | Competitie      | Wed.       | Dlp.       | Wed.  | Dlp.  | Wed.    | Dlp.    | Wed.   | Dlp.   |
| --------------- | --------------- | --------------- | ---------- | ---------- | ----- | ----- | ------- | ------- | ------ | ------ |
| 1968/69         | FC VVV          | Tweede divisie  | 12         | 2          | 1     | 1     | —       | —       | 13     | 3      |
| Carrière totaal | Carrière totaal | Carrière totaal | 12         | 2          | 1     | 1     | 0       | 0       | 13     | 3      |